# Hydromya rubicunda
Hydromya rubicunda är en tvåvingeart som först beskrevs av Robineau-desvoidy 1830.  Hydromya rubicunda ingår i släktet Hydromya och familjen kärrflugor.
Artens utbredningsområde är Frankrike. Inga underarter finns listade i Catalogue of Life.